# 中华人民共和国人权
中华人民共和国人权状况受到国际社会上一些政府、组织和人士的高度关注。世界多个国家政府、机构、组织及媒体认为中华人民共和国公民缺乏各类政治自由与权利。在1978年末实行改革开放以后，该国的人权状况虽有一定程度的改善，但在2012年末习近平出任中共中央总书记上台执政以来持续恶化，引发更多争议。

## 发展历史

### 中华人民共和国成立前
中國一直到20世紀初還是君主專制的國家，相對於擁有兩三百年甚至更長的君主立憲制和共和制的西方國家，中國在人權領域起步较晚。清末民初，中国发生了急遽的社会和政局变化，新思想和政治概念开始被大量引入，知识分子在中国开始宣扬自由、平等和天赋人权等思想。在民國時期，中國共產黨批評北洋政府缺乏民主和人权。其中早期的共产主义者陈独秀把人权、进化论和社会主义作为现代文明的三个突出特征。

### 中华人民共和国成立后
《中華人民共和國憲法》在第二章「公民的基本權利和義務」中，列舉了一系列的人民基本權利，包括平等、參政、言論自由、出版、集會、結社、遊行示威、宗教信仰、人身自由、人格尊嚴、禁止私闖民宅、秘密通訊、侵權賠償請求權、工作權、休假權、社會救濟、社會福利制度、受教權、文化活動自由、婚姻自由，以及對婦女、老人與兒童的特別保護等。同時，《中華人民共和國憲法》明令國家必須落實對於人民權利的尊重與保護。
不過，即使中華人民共和國公民在法理上享有多項基本權利，但近年來許多國際非政府組織都提出評估報告，指明中國政府在實際上並未真正遵守憲法規定，反而持續打壓、迫害人民行使權利。舉例來說，國際特赦組織在《2023年度人權報告——亞洲：中國、香港》中提及：
國家安全不斷成為阻礙行使人權的藉口，包含表達自由、集會自由與結社自由。許多議題的線上和線下討論遭受嚴格審查。人權捍衛者遭受恣意拘留和不公正審判。新疆維吾爾自治區的人權現況依然非常惡劣，針對維吾爾人、哈薩克人及該地區內其他主要為穆斯林的少數民族所犯的嚴重人權侵害並不會遭到究責。
（中略）

政府的政策和計畫導致少數民族的語言和文化遭受破壞，包含西藏人。女性權利社運人士遭受騷擾、恐嚇、恣意拘留和不公正審判。當局仍大規模禁止和平示威，並以國家安全相關指控關押泛民主社運人士、記者、人權捍衛者等人，香港的公民空間變得更加限縮。
人權觀察則於2021年、2022年、2023年、2024年、2025年等連續五年都在當年度的《世界人權報告》中有關中華人民共和國的篇章指出中國政府持續以維護國家安全為由，壓制、限縮人民行使權利的空間，同時採取包含強迫勞動、大規模監控人民、政治思想灌輸教育、迫害少數民族文化、排擠LGBT人士、限縮女權、濫施言論審查、懲罰異議人士的相關政策與措施等。報告中也提到，中國政府在新疆、西藏等地區設立政治教育營、看守所和監獄，並違法關押囚犯多達100萬人。在宗教信仰自由方面，人權觀察所提出的報告則認為執政當局持續實行嚴格限制人民的宗教、言論、遷徙和集會自由，且警方會將拒絕加入官方教會的天主教和基督教信徒團體等宗教組織定為「非法」，並對其成員進行逮捕、拘留和騷擾。

#### 毛泽东执政时期
中华人民共和国建國初年，毛澤東擔任首任國家主席，兼任中國共產黨中央委員會主席、中國共產黨中央軍事委員會主席，在實際上獨攬國政大權，成為中華人民共和國建立後首位最高領導人。毛澤東在任期間，中華人民共和國於人权问题上受到國際社會指责的事件或议题包括由其策動的三反五反、镇压反革命、反右运动、西藏问题、文化大革命等。
1956年至1969年，阶级斗争一词成为政治詞語的主流。在1957年“百花齐放”时期许多民主党派的人士批评政治运动中对人权的侵犯，要求宪法规定的权利和自由得到更好的保证，但受到反右运动打击后这类声音逐渐消失。

#### 改革开放后
自改革开放以来，中华人民共和国的人权状况开始改善。公民不仅生活水平大幅提高，同时也获得了越来越多的人身与言论自由；公民在旅行、就业、教育、文化、工作与住房选择以及获取信息方面，亦已拥有了一定的选择权。然而，1989年的六四天安门事件被武力镇压后招致国际社会对中华人民共和国人权的批评与对该国的制裁。
1991年，中华人民共和国国务院新闻办公室称：“中国共产党从创建那天起就一直高举民主和人权的旗帜”。中华人民共和国政府认为人权概念由于国家的历史、文化和经济的不同而不同，中国有权利按照自己的标准来建立人权。中华人民共和国政府对人權也提出自己的看法，著重强调生存權和發展權，同時也強調个人對集体人權的義務。
1997年10月，中华人民共和国政府签署《经济、社会、文化权利国际公约》；2001年3月全国人民代表大会批准该公约，但对结社、成立工会等权利做了限制。
1998年10月，中华人民共和国政府签署《公民权利和政治权利国际公约》，并多次表明会尽快批准，但至今全国人民代表大会都未予批准。2004年1月，中共中央总书记胡锦涛表示，一旦条件成熟，中华人民共和国政府将向全国人大提交批准该公约。同年5月，时任国务院总理温家宝访问欧洲再度回应“尽快批准”。在2008年，有公民公开联名请求全国人大在北京奥运会前批准，同年3月，有记者在总理记者会上询问温家宝政府准备何时提请全国人大正式批准该公约，温家宝回答正在研究，尽快批准。
2009年，国务院新闻办公室发布《国家人权行动计划(2009-2010)》，它是中华人民共和国政府首次制定以人权为主题的国家规划。此后每隔几年发布《国家人权行动计划（2012—2015年）》、《国家人权行动计划（2016—2020年）》、《国家人权行动计划（2021－2025年）》及其实施评估报告。
2011年，中华人民共和国第一本人权蓝皮书《中国人权事业发展报告 (2011)》發佈並指出，该国已参加27项国际人权条约，其中包括：世界人权宣言、公民权利和政治权利国际公约（全国人大尚未批准，未生效）、经济、社会及文化权利国际公约、日内瓦公约、儿童权利公约、残疾人权利公约、联合国反腐败公约、联合国打击跨国有组织犯罪公约、联合国人员和有关人权安全公约、消除一切形式种族歧视国际公约、禁止并惩治种族隔离罪行国际公约、反恐怖主义公约、消除對婦女一切形式歧視公約、難民地位公約、男女工人同工同酬公约、防止及惩治灭绝种族罪公约、禁止酷刑和其他残忍、不人道或有辱人格的待遇或处罚公约、1958年消除就业和职业歧视公约、《联合国打击跨国有组织犯罪公约》关于预防、禁止和惩治贩运人口特别是妇女和儿童行为的补充议定书以及其他公約。此后又发表2019年《为人民谋幸福：新中国人权事业发展70年》白皮书和2021年《中国共产党尊重和保障人权的伟大实践》白皮书。

#### 习近平执政时期
习近平在2012年11月中共十八大召开以后出任中共中央总书记，任内实行少数民族同化政策，包括被认为对维吾尔族实施迫害的新疆再教育營和取消蒙古语授课。又大量逮捕、软禁国内民运人士、维权人士、信访人士、维权律师，打压香港的法治与自由等。习近平执政期间加强言论和出版审查，习近平对自身的批评和舆论给他取的昵称、外号、负面称呼等展开了大量屏蔽工作。另外也有舆论指控习近平对含有自己姓名的普通汉语词语，如“陋习”等进行审查和避讳。
2019年中华人民共和国政府因新疆再教育营及新疆种族灭绝指控事件再次受到国际批评和制裁。为回应外界的批评，该国宣布已完成三期人权行动计划，同年9月，发布第四期人权行动计划。
2021年2月3日，全球180個國際人權組織發表公開信，集體向各國政府呼籲抵制中華人民共和國主辦2022年冬季奧運會。信中提及該國的人權狀況在習近平主政下日益惡化，並以新疆、西藏、內蒙古和香港為例子，亦提及中共對台灣的威脅，在南海和中印邊境的軍事擴張。

## 政治权利

### 新闻言论出版自由
在中国大陆，民众没有开办私人报纸、电视台的权利，媒体被控制在中国共产党手里，被喻为“党的喉舌”，通讯社仅有新华社和中新社两家。习近平出任中共中央总书记后更强调“党媒姓党”。尽管民间已有《新闻法》立法的呼吁，但中华人民共和国政府迄今尚未颁布相关行政法规，而《廣播電視法》尚在审议。
中华人民共和国的新闻自由状况招致美国之音、无国界记者等组织的负面批评。2018年，在无国界记者的全球新闻自由指数排名中，中华人民共和国的排名為倒數第五。BBC中文网批评中华人民共和国政府審查民眾思想、建立防火长城，審查者对内容进行监控與限制消息，如臉書、推特、YouTube与维基百科等网站在中国大陆被屏蔽。
中華人民共和國電影審查制度针对中国大陆及境外的各类电影。2016年，具有穿越及性別轉換情節的《太子妃升職記》和青春劇《上癮》分別因為內容「有傷風化」及富含同性戀情節被要求整改。同性恋题材的戲劇或影片通常会被国家新闻出版广电总局禁播或因媒体的自我審查而删减。

### 结社组党权利

#### 组党权利
中华人民共和国在宪法第三十五条规定公民有结社的自由。但除中国共产党外，该国只有中国国民党革命委员会、中国民主同盟、中国民主建国会、中国民主促进会、中国农工民主党、中国致公党、九三学社、台湾民主自治同盟八大“民主党派”，它们大多是在抗日战争和国共内战中逐步形成和发展起来的，但没有执政权力，被称为“政治花瓶”。除此之外，中华人民共和国政府不允许任何人在中国大陆组建新的政党，一旦发现会被严厉处罚。自2020年6月港区国安法实行以来，在香港等地组建实质性的反对派政党或者政治派别也不被允许，违者会被处以解散、起诉甚至监禁的处分。

#### 结社权利
中华人民共和国不能组建独立的工会，全国唯一的工会为受中国共产党领导的中华全国总工会，为中国大陆各级地方工会和产业工会的领导机关。中华人民共和国境内的农民可以自行成立独立的农会团体，农会团体分为农民专业合作社、农业合作联合社两类。根据中国农业农村部的统计，截至2019年2月，全国依法登记的农民合作社有218.6万家、联合社有1万多家。
根据中华人民共和国民政部的规定，所有的社会团体应当经其业务主管单位审查同意，并依照《社会团体登记管理条例》的规定进行登记。学者李煜兴指出，社会团体登记条件中不确定法律概念较多，变相增加了行政机关的裁量权，使社会组织登记较为困难。

### 游行示威集会权利

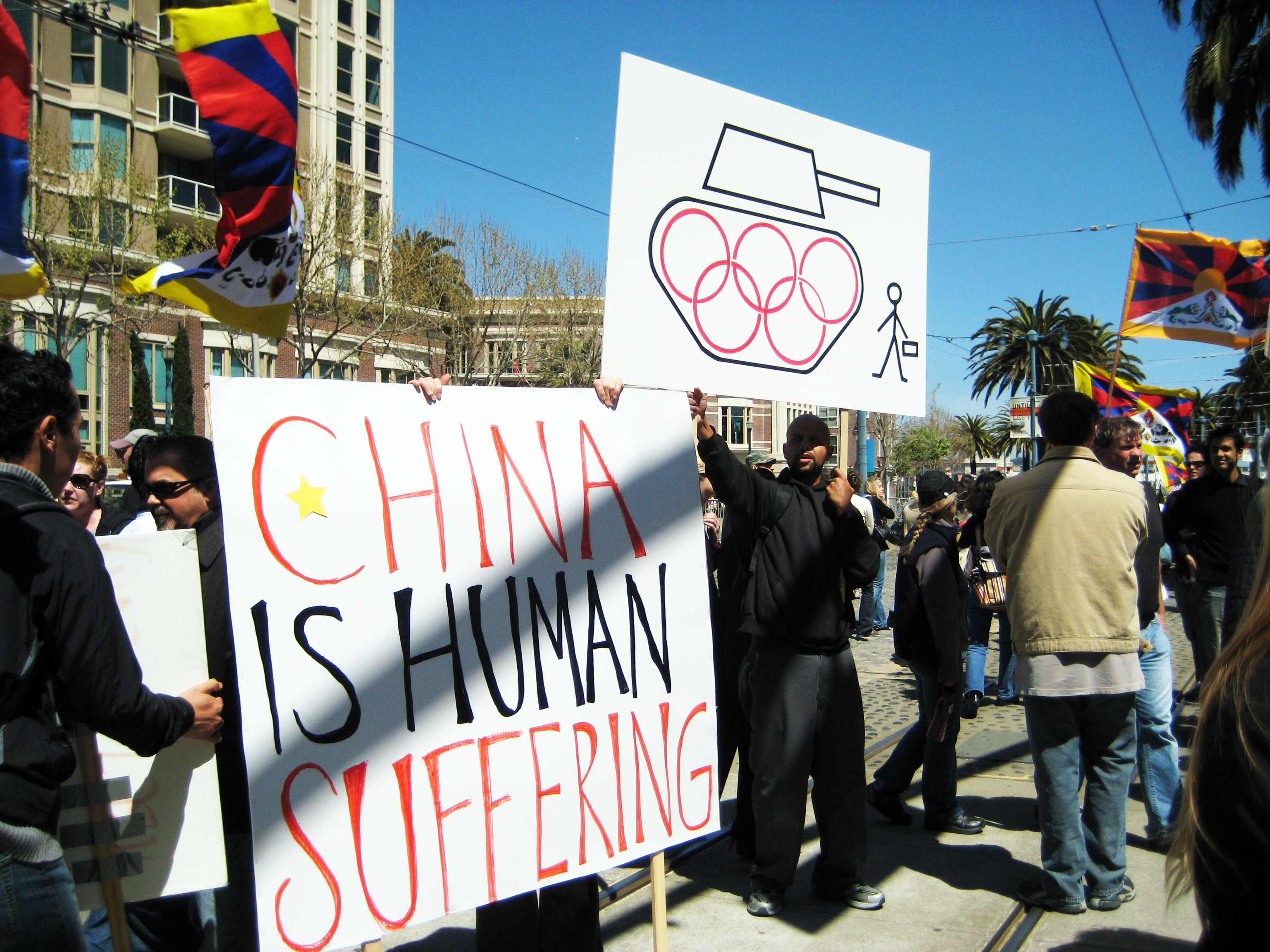
針對中華人民共和國政府侵犯人權的抗議活動。

六四事件发生后，中华人民共和国第七届全国人民代表大会常务委员会第十次会议于1989年10月31日通过《中华人民共和国集会游行示威法》，限制公民游行示威集会的权利。根据该法规定，若公民举行集会、游行、示威，则必须提前五日向主管机关提出書面申请并获得许可。事实上，提出相关申请具有一定风险，且不予通过的概率较高。
改革开放后初期，中华人民共和国呈现较宽松的政治氛围，公民的游行示威集会权利仍处于自由状态下。1986年，八六学潮发生。同年12月26日，北京市人民代表大会常务委员会通过《北京市关于游行示威的若干暂行规定》，对游行示威活动作了部分规定。直至1989年六四天安门事件发生后，中华人民共和国政府才出台法律明确限制公民的游行示威集会权利，并遭致国际社会批评。
2008年北京奥运会期间，中华人民共和国有关政府部门表示共收到77份游行示威申请，并已在北京开辟三块区域专门用于游行示威。英国广播公司则指，並沒有任何示威申请得到通过。BBC中文网及自由亚洲电台报道指，有位80余岁的老人因为住房拆迁问题申请示威遭到劳动教养处罚一年，但政府随后撤销了这一决定。
2014年1月22日，78名教授、律師和媒體人表达了对该法律的忧虑，认为《中華人民共和國集會遊行示威法》與憲法相抵觸，但由于宪法目前不能在審判中做為法律依據，所以无法进行违宪审查。但根据《中华人民共和国宪法》相关规定：“第六十二条　全国人民代表大会行使下列职权：...（二）监督宪法的实施；第六十七条 全国人民代表大会常务委员会行使下列职权：（一）解释宪法，监督宪法的实施；”，也就是从理论上来讲，全国人民代表大会可以废止基本法律、全国人民代表大会常务委员会可以废止除应由全国人民代表大会制定、修改的法律以外的法律（见中华人民共和国宪法第六十二、六十七条），因而违宪审查的权力应由全国人民代表大会与全国人民代表大会常务委员会共同行使。
2022年11月27日至同年12月初，中华人民共和国多地爆发“白紙運動”集会。这导致了习近平当局的部分退让，实质性放弃了“动态清零”的防疫措施。然而有相关示威者于事后遭到政府追查。

### 宗教信仰权利
改革开放后，中华人民共和国恢复公民宗教信仰自由的权利，如《中华人民共和国宪法》第三十六条规定：中华人民共和国公民有宗教信仰自由。
2004年11月30日，中华人民共和国国务院令第426号公布了宗教事务条例，规定宗教团体的成立、变更和注销，应当依照社会团体登记管理条例的规定办理登记，县级以上人民政府宗教事务部门依法对涉及国家利益和社会公共利益的宗教事务进行行政管理。学者杨俊锋认为，中华人民共和国是当今世界上为数不多的设有专门宗教事务管理机关对宗教事务进行全面系统管理的国家。
然而，受到2008年藏区骚乱影响，西藏的宗教自由受到一定程度影响，如不允许谈论藏传佛教格鲁派的领袖达赖喇嘛，因其被认为反对中华人民共和国及中国共产党政权。而反对者则批评西藏佛教信仰自由缩水。
另外对新疆穆斯林信仰的部分，美国国会图书馆国会研究处指控「放弃伊斯兰教、伊斯兰习俗、伊斯兰政治思想是获准离开新疆再教育营的条件」。 
截止目前，中华人民共和国的全国性宗教团体包括中國佛教協會、中國道教協會、中國伊斯蘭教協會、中國天主教愛國會、中國天主教主教團、中國基督教三自愛國運動委員會和中國基督教協會等。

### 司法人权保障

#### 执法领域人权保障
《中华人民共和国宪法》第三十三条与第三十五条分别规定：“中华人民共和国公民在法律面前一律平等。国家尊重和保障人权。任何公民享有宪法和法律规定的权利，同时必须履行宪法和法律规定的义务。”“中华人民共和国公民有言论、出版、集会、结社、游行、示威的自由。”
2014年9月2日，人民网援引北京行政诉讼案件数据指，行政执法部门违反法定程序进行执法的问题较为突出。2014年11月，中共中央总书记习近平提出“全面依法治国”。2018年12月，全国人大代表张桂华批评各地城市管理执法部门的执法方式，认为应加强立法对城管部门的执法程序进行规范。

#### 监狱人权保障
2006年7月，中华人民共和国政府公布了禁止刑訊逼供的规定。美国自由亚洲电台批评指，该国部分地区的公安与司法部门仍然存在超期羁押、刑讯逼供等问题，其主要原因是警务部门追求破案率与定罪率。2010年，该国政府表示刑讯逼供事件至少造成每年30起冤案。
2010年5月13日，赵作海收到商丘市中院国家赔偿金及生活困难补助费共计人民币65万元之后，2010年5月30日最高人民法院、最高人民检察院、公安部、国家安全部和司法部联合发文，强调采用刑讯逼供等非法手段取得的言词证据，不能作为定案的根据，进一步对审查和排除非法证据的程序、证明责任及讯问人员出庭等问题进行了具体的规范。而无罪推定在《中华人民共和国刑事诉讼法》第12条明确规定：“未经人民法院依法判决，对任何人都不得确定有罪”。关于非法证据排除则有《最高人民法院关于执行＜中华人民共和国刑事诉讼法＞若干问题的解释》第61条规定：“严禁以非法的方法收集证据。凡经查证确实属于采用刑讯逼供或者威胁、引诱、欺骗等非法的方法取得的证人证言、被害人陈述、被告人供述，不能作为定案的根据”。事实上，沉默权并未在该国的司法实践中真正贯彻，但是零口供不会被作为有罪的依据。
美国自由亚洲电台及一些人权组织认为该国的监狱系统存在管理不严格的问题，批评监狱劳动改造制度。亦有学者认为，监狱劳改的多数产品收入以税收的形式上缴，支撑该国的发展。
2013年12月28日，第十二届全国人大常委会通过了《关于废止有关劳动教养法律规定的决定》，劳动教养制度正式废止；同时，对正在被执行劳动教养的人员，解除劳动教养。劳动教养工作管理局、劳动教养管理所等机构则陆续撤销。

#### 死刑问题
中华人民共和国政府承諾将在慎殺上努力。中國政法大學法學教授許蘭亭認為，该国政府在2000年代中期已經于減少死刑方面作出了很多努力。死刑的核准權於2007年1月1日以後收歸最高人民法院來復核。且根據最高人民法院指出，2007年一年中，由於證據不足、程序不當或是量刑過重等原因，最高人民法院推翻了地方法院15%的判決。
由於死刑人數在中华人民共和国是國家绝密，確切的數字無以得知，國際人權組織大赦國際2018年有關死刑的年度報告中說，该國依然是全球執行死刑最多的國家，每年約有數千人被處以死刑。但同时也指出，该国人口基数远大于其他任何国家，這也在一定程度上决定了这一结果。

### 器官移植问题
21世纪初，中华人民共和国的器官移植分为死刑犯器官捐献和公民自愿捐献两种形式。美国自由亚洲电台等媒体相继指控“中國大陸政府有計劃的在刑場和火葬場摘取死囚的皮膚、眼角膜和腎臟派遣各大醫院使用”與批評。美國在內的一些國家的議員提議拒絕向摘取死刑犯身體器官的该國公民發放簽證。
2005年，时任中华人民共和国卫生部副部长黄洁夫在世界卫生组织西太区卫生高层会议上首次承认该国以死囚器官作为移植主要来源，但強調不存在強迫或者盜取死刑犯器官的問題。2006年，中华人民共和国衛生部對規範器官移植、禁止人體器官買賣制定了新規定，並于同年7月1日正式實施；2007年4月6日，國務院公佈了《人體器官移植條例》，于同年5月1日正式實施；內容規定，醫療機構臨床用於移植的器官，必須經捐贈者書面同意；捐贈者有權在器官移植前拒絕捐贈器官；人體器官不得買賣。
2008年，在中国共产党和国务院的支持下，卫生部副部长黄洁夫使用技术准入手段，在3个月内把全国能做器官移植的医院从600多家减少到163家。2014年12月3日，黄洁夫代表中华人民共和国政府宣布自2015年1月1日起停止死囚器官的使用，公民捐献成为唯一合法来源。2017年2月，黄洁夫在梵蒂冈的反器官贩卖峰会上再次承诺对死囚器官移植零容忍。但美国之音、法新社等媒体对于该国是否真正停用死囚器官仍有质疑。
除此之外，有調查者指控說中國共產黨大規模系統性活體摘取良心犯的器官，供商業性移植給本国公民或外國公民謀利，被害者因此死亡，主要對象是遭關押的法轮功修煉者，以及部分其他宗教及少數民族團體成員，這些人士被關押在監獄或勞教所等场地；而中国政府強摘法輪功修煉者等良心犯器官的可能性，使得歐盟通過歐洲理事會反對人體器官販運公約；同时以色列、西班牙、台灣等地陸續立法禁止到中國大陆器官移植旅遊。

### 西藏人权问题
据报道，中国共产党在西藏侵犯人权的行为包括限制宗教、信仰和结社自由；任意逮捕；拘留期间的虐待，包括酷刑；强迫堕胎和绝育。根据1992年国际特赦组织的一份报告（未经核实的数字），中国的司法标准，包括西藏自治区的司法标准，没有达到“国际标准”。报告指控中国共产党政府关押政治犯和良心犯；虐待被拘留者，包括酷刑，以及面对虐待不作为；使用死刑；法外处决；以及强迫堕胎和绝育。20世纪80年代末发表的一系列报告证实了这一说法，即中国正在迫使藏人坚持严格的计划生育，包括强迫堕胎、绝育，甚至杀婴。路透社2020年的一份报告指出，西藏人口的15％是人权组织认为具有强制性的大规模劳工计划的一部分。批评中共的人士说，中共旨在消除“分裂主义、恐怖主义和宗教极端主义三大邪恶”的官方目标被用作侵犯人权的借口。

### 新疆穆斯林群体人权问题
2017年年初開始，多家中文、英文、阿拉伯文媒體報道稱中华人民共和国政府已投入100萬左右的人到新疆再教育營進行封閉式國民教育和職業培訓。 一些國際人權組織也揭發该國拘留數十萬人到再教育營。
有报道认为，中共中央总书记习近平下令中共新疆党委和新疆政府将该国及部分中亚国家的一些穆斯林集中至职业技能教育培训中心即新疆再教育营内。在这些培训中心内，穆斯林接受社会主义教育，并且拥护中国共产党、学习汉语和汉文。该国政府表示，这些举措是为了打击暴力恐怖势力、民族分裂势力和宗教极端势力，并极大扭转了新疆安全形势，保障了新疆各族人民的生命权、健康权、发展权等基本人权。
新疆人权问题还涉及新疆种族灭绝指控，据中华人民共和国驻加拿大大使馆发言人的回应为：“2010年至2018年，维吾尔族人口从1017万人上升至1272万人，增加255万人，增幅为25%，高于全疆人口14%增幅，更明显高于汉族人口2%增幅，哪来的‘种族灭绝’？”
2022年8月31日，联合国人权事务高级专员米歇尔·巴切莱特发布了一份关于中华人民共和国对待新疆维吾尔族穆斯林和其他穆斯林少数民族的报告。报告发现，该国对这些群体的待遇可能构成危害人类罪。报告的结论是，新疆“发生了严重的侵犯人权行为”，报告将其归因于该国政府针对维吾尔穆斯林和其他穆斯林少数群体的「反恐和反‘极端主义’战略的应用」。报告也显示，「关于酷刑或虐待模式的指控，包括强迫医疗和恶劣的拘留条件，是可信的，对个别性暴力和基于性别的暴力事件的指控也是可信的」。联合国人权办公室也在报告中提出的建议，中国政府应迅速采取「释放所有被任意监禁在新疆维吾尔自治区或任何其它拘留中心的个人」，以及提供确切的位置和下落给拘留者的家属知道，并帮助建立「安全的沟通渠道」，让其家人团聚。报告也建议，该国政府应废除任何不符合国际标准的法律，迅速调查关于在拘留营地和其他拘留设施中侵犯人权的指控，包括关于酷刑、性暴力、虐待、强迫医疗以及强迫劳动和死亡报告的指控。
聯合國人權理事會上各國對維吾爾人事態分成兩大陣營針鋒相對，连续多年（2019-2021）支持新疆再改造政策的国家比反对者多。
- 2020年10月6日，德國、美国、加拿大、日本、澳大利亚、新西兰、海地、洪都拉斯、阿尔巴尼亚、波斯尼亚和黑塞哥維那以及大部分欧盟成员国在內的39個國家在联合国发出联合声明，要求中华人民共和国政府尊重维吾尔人的人权，允许包括联合国人权事务高级专员巴切莱特在内的独立观察员立即不受限制地进入新疆。同時還要求该国政府维护香港的自治权利，尊重香港司法机构的独立性；包括古巴在內的45个国家則发表声明，支持该国在新疆的反恐和去极端化措施；另有包括巴基斯坦和中华人民共和国本身在內的55个国家發佈声明，谴责任何以香港局势为藉口干涉中国内政的行为。中华人民共和国駐聯合國大使张军指責德国、美国和英国滥用联合国平台，将人权问题政治化，挑起政治对抗[155]。
- 2021年6月仍然发生了联合国人权理事会“联署信竞争”，指责当前新疆政策的共44国。 但支持新疆政策者比反对者多不少，共68国， 认为该指责"出于政治动机和毫无根据"[154][156][157][158]。 据《以色列时报》，由于美国政府施压, 通常不与中华人民共和国对抗的以色列罕见加入签署声明的44国行列[159][160]。另外，乌克兰在短暂加入支持阵营后被迫于6月24日退出，其官员透露因中华人民共和国政府威胁要阻止向乌克兰运输的50万剂科兴疫苗[161][162]。

美国新闻周刊指出，指责中华人民共和国的联合声明中明显缺乏伊斯兰国家支持——如果将主要是穆斯林的波黑（Bosnia and Herzegovina）除外，支持该国的确有不少伊斯兰国家。
美國發佈的2023年《各國人權實踐報告》對中國人權問題提出關切， 並指出「這一年，中國發生了針對以穆斯林為主的維吾爾族以及新疆其他民族和宗教少數群體成員的種族滅絕和反人類罪。」「2017年以來，（中國）政府任意逮捕和拘留了超過 100 萬維吾爾族人和其他以穆斯林為主的少數民族群體的成員，並將其關押在法外拘留營、監獄中，還有另外一些總數不明的人在白天接受‘再教育’培訓。」

### 强制劳动
2020年12月，美國「新線戰略和政策研究所」（前稱全球政策中心）發布了一份分析報告，內容有关中國共產黨及其领导下的政府在新疆地區強迫少數民族勞工採收棉花。該份報告引述中华人民共和国政府的網路文件指出，遭強迫勞動的勞工總數涉及了三個群體，其中維吾爾地區在2018年估計有51.7萬人遭到強制勞動採收棉花。
2023年4月27日，6名聯合國特別報告員指控中华人民共和国自2015年起強迫數十萬名西藏人參加威脅其文化認同，並可能導致強迫勞動的計劃，並認為該計劃是用於破壞西藏宗教、語言跟文化認同、以及監控並灌輸西藏人思想。

## 经济权利

### 财产权
中华人民共和国在建国后相当长的时期内，由于意识形态的原因，对私有财产的保护一直处于缺位的状态，对个人所能拥有和支配的财产有严格的限制，从而使得建国初的所有制社会主义改造得以完成。改革开放后，对个人的私有财产的承认与保护开始建立并逐步进展。2004年3月14日通過的宪法修正案将“国家保护公民的合法的私有财产不受侵犯”的文字写入宪法。2007年3月16日《中华人民共和国物权法》在第十届全国人大第五次会议上通過。2021年1月1日，随着《中华人民共和国民法典》的生效，公民财产权被整合入该法典，同时《物权法》废止实行。

### 收入水平与分配
根据中华人民共和国国家统计局2019年数据，中国大陆城镇国有和集体单位人员年度平均工资为8.24万元，城镇私营单位人员年度平均工资为4.95万元，国有单位与民营企业年均收入差距较大。
根据联合国2019年数据，中国大陆最富有20%人口的收入是最贫困20%人口的9.2倍。根据2018年福布斯富豪榜，中国最富有的100人拥有6430亿美元超过底层40%的家庭4.25亿人拥有的6370亿美元，美国《外交政策》2016年报道指，中国大陆贫富差距仍在逐步扩大。

## 平等权利

### 迁徙居住权
1949年的《共同纲领》和1954年宪法都曾承认和保障公民的迁徙自由。1958年1月，以《中华人民共和国户口登记条例》为标志，中华人民共和国政府开始对人口自由流动实行严格限制和政府管制。1975年，宪法正式取消了有关迁徙自由的规定，至今未恢复。
2014年，国务院印发《关于进一步推进户籍制度改革的意见》，拟放开户籍管理制度，逐步放开自由迁徙权。2015年，中华人民共和国开始实施居住证制度改革，并配套以相应的公共资源建设计划。
。

### 人口贩卖问题

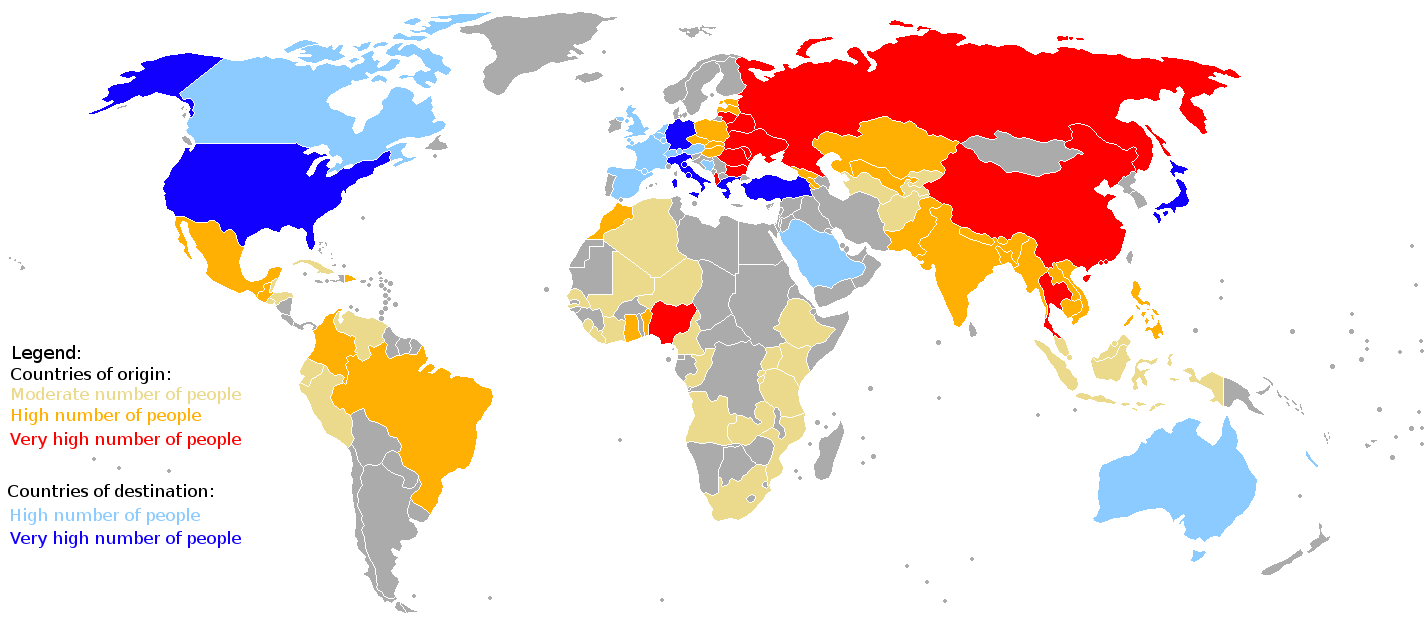
全球人口贩卖状况图，中华人民共和国的标注颜色为红色。（注：红色为贩卖人口的来源国，蓝色为贩卖人口的目的地国，颜色越深越严重，颜色越浅越轻。）

根据UNIAP对该国人口贩卖的独立调查报告称，在2006年至2007年间，该国的纸质媒体总共报道了800起关于人口贩卖的案例。研究发现年龄和性别等因素与贩卖不同类型的人口之间存在联系。例如，为了满足收养需求而贩卖年轻男孩，为了性剥削需求而贩卖女孩和年轻妇女。
中华人民共和国是贩卖人口、強迫勞動和強逼賣淫的主要来源国，也是重要的过境国和目的地国。来自中国大陆的妇女和儿童被贩卖到非洲、欧洲、拉丁美洲、中东和北美地区，而被贩卖到臺灣、泰国、马来西亚和日本的人则在当地主要从事被严重剥削的性工作和被强迫的高强度体力劳动。来自缅甸、越南、蒙古、前苏联(波罗的海国家除外)、朝鲜、羅馬尼亞、印度尼西亚、尼泊尔、巴基斯坦和加纳的妇女和儿童被贩卖到中华人民共和国后，主要也从事被严重剥削的商业性工作和被强迫的高强度体力劳动。
2017年，美国国务院监督和打击人口贩卖办公室将中华人民共和国列入第3级监察名单。

### 妇女权利与婚姻自由
中华人民共和国成立后，该国妇女权利大幅提高。当下，妇女权利在该国宪法意义上规定与男性平等。但其实际上在政治、经济、社会等各方面所扮演角色的重要程度仍与男性存在一定差距。
《中华人民共和国民法典·婚姻家庭编》规定，该国实行婚姻自由、一夫一妻、男女平等的婚姻制度。禁止包办、买卖婚姻和其他干涉婚姻自由的行为。禁止借婚姻索取财物。禁止重婚。禁止有配偶者与他人同居。禁止家庭暴力。禁止家庭成员间的虐待和遗弃。结婚必须男女双方完全自愿，不许任何一方对他方加以强迫或任何第三者加以干涉。结婚年龄，男不得早于二十二周岁，女不得早于二十周岁。夫妻在家庭中地位平等。夫妻双方都有各用自己姓名的权利。夫妻双方都有参加生产、工作、学习和社会活动的自由，一方不得对他方加以限制或干涉。

### 性少数群体权利
LGBT（男同性戀、女同性戀、雙性戀與跨性別）行為在中华人民共和国既不属于违法行为，也不受到相关法律的保护和法律支持，也没有任何相关的反歧视法律和政策，同时一直视同性恋议题为“敏感话题”。中华人民共和国政府对于同性恋的态度可以归结为“三个不”，即“不支持，不反对，不提倡”。《中华人民共和国民法典》规定婚姻为一夫一妻、男女平等的婚姻制度，对同性结婚法无明文规定，行政实务上则只接受由男女登记结婚，不承认同性婚姻或民事结合等同性伴侣关系，没有保护同性恋免受歧视和仇恨罪行的法律、规章和政策。
1997年3月14日，中华人民共和国全国人民代表大会修订《中华人民共和国刑法》，废除了模糊地将同性性行為入罪的流氓罪。2001年4月20日，中华医学会精神科学会等制定的《中国精神障碍分类与诊断标准》第三版將“自我和谐型同性恋”從中刪除。这两个事件一般被认为标志着同性恋在该国的非罪化和非病理化。
2006年发布的一项针对生活在大中城市、受过良好教育、相对年轻和“活跃”的男同性恋者进行的调查结果显示，因为受歧视，30%～35%的同性恋者曾有过强烈的自杀念头，9%～13%的人有过自杀行为；超过半数人由于不被理解，曾感到很痛苦并严重影响生活和工作。
2012年11月26日，時任中共中央政治局常委、國務院副總理李克強公開接見中國同性戀交友應用Blued的創辦人，是中共高層領導人首次表態支持同性戀群體權益。
随着世界上许多国家同性婚姻法制化，中华人民共和国也有相关议论和呼声，然而在2018年至2020年间不同官员三度公开否定同性婚姻的可行性。习近平当局对待中国LGBT权利和同性婚姻的态度被形容为“善变”。

### 受教育权利
1986年，中华人民共和国开始施行義務教育制度，規定小學初中不收學雜費。但由於政府投入不足，實際上在很长一段时间内都未能实现。随着后续中华人民共和国社会经济的发展，义务教育已经在中国大陆全境基本实现并往公立学校全免费方向推进，经济困难者可以申请两免一补计划达成免费上学。此外，截至2020年，中国内地教育经费投入的比重已占该国GDP总量的5%。同时，延长义务教育年限至12年的呼声逐步增大。
2003年9月，联合国人权委员会教育权报告员托马舍夫斯基在考察中华人民共和国国教育状况后批评该国政府在公共教育经费方面的支出不足GDP的2%，低於聯合國建議的6%，認為其在义务教育上的投入在非常低，远未到达世界教育投入比重的平均水平，但其後该国外交部發言人稱，托马舍夫斯基沒有採用该国政府提供的數據，「却使用了许多与事实不符的数据」。
2006年9月1日，《中华人民共和国义务教育法》修订版实行。政府率先保障西部農村中小學生，小學生平均每人每年補助140元，初中生180元，貧困寄宿生500元，當年就有20萬辍学生回流。
2007年中國大陸中東部農村中小學實施「免雜費、免書本費、逐步補助寄宿生生活費」；2008年京津滬等21個省市試辦城市中小學生（含私校學生和農民工隨遷子女）學雜費免費，每生每年免繳190元至350元。
2015年，中國財政部、中國教育部宣布將在2017年全面免除義務教育學雜費、免費提供教科書和提供補助生活費給家庭經濟困難寄宿生。

#### 高考招录问题
高考按省份地區劃分入學分數線的現象的公平性具有一定争议。諸如山東，河南，湖北等參加高考學生比重大的省份，每年許多學生的分數已經達到很多著名大學在所在地的入學分數線。然而在上述省份的學生若是填寫入學志向略欠考慮，可能會直接落第。例如2008年河南省參加高考的學生100萬人（全國的十分之一）中，僅僅4%的學生就讀重點大學，是全國均值的三分之一，而頂級大學的入學率更是僅有全國均值的四分之一。這是按省份地區劃分入學分數導致的不公平現象。
根據北京大學法學院教授張千帆的研究，按照現行的高考制度，以北京大学為例，不同省份學生入學的機率相差懸殊。若以每一萬學生報名北京大學并順利入學的比例計算，廣東省是1.4人，接近萬分之一。而大學所在地的北京的學生入學率是52.2人，相差37倍。由此引發的移民現象已經出現，雖然這種現象通常不被政府允许。以此移民的人又被稱為“高考移民”。
高考除了考試分數外，還有多種加分途徑；其已于2018年被取消。中国教育科学研究院研究员储朝晖指出，高考加分项目在方式上违背“程序公平”原则，加分的范围和具体分值存在不严谨性，不能真实体现学生素质，反而会衍生出腐败、造假现象，对教育公平造成损害——例如無線電測向、航空模型等項目作假現象嚴重。
高校自主招生中曾出现过的校长推荐制存在争议。目前中华人民共和国教育部進一步規範高校錄取、自主招生、保送生；加強、加分資格審核，查處違法違規；各大高校业已颁布自主招生简章，规范自主招生行为。

#### 高考阅卷问题
2011年，《中國青年報》披露了一名河北的學生因模擬考試與高考實際成績相差過大而要求查詢考卷，卻處處受阻的事件。該學生2008年參加高考，原本幾次模擬考成績都可以就讀重點大學，正式考試時也沒有沒有出現發揮失常的情形，但最終成績居然與預估的和模擬考試成績的相差100分之巨，因而向河北省教育局提出查詢考卷的要求，最後被拒絕。後來在2009年，該學生复讀並再次參加高考，得到幾乎和2008年一樣的結果，提出查詢申請雖然得到批准，卻不允許學生本人查看考卷，而是由考試閱卷組的評議專家查看，得到了“考卷沒有問題”的結果，學生本人認為這無法令人信服。同樣的問題在北京、河南等地也出現過類似的案例，有的案例甚至還鬧上法院，但能查詢到考卷的案例很少。教育学家、北京理工大学教授杨东平認為造成這些事件的原因在於高考查詢制度的不完整，而且高考考卷屬於“國家機密”，查詢考卷的可操作性不高；而21世纪教育研究院副院长熊丙奇除了認同楊東平的意見外，還認為一些高考改卷的評卷員“不負責任”。

## 其他评价

### 肯定
自中华人民共和国成立后，国民生活水平快速提高，实现了从贫困到温饱、再到小康的历史性飞跃。1949年中国居民人均可支配收入为49.7元，2018年增加到28228元，名义增长566.6倍，扣除物价因素实际增长59.2倍。按照2010年农村贫困标准，1978年末中国农村贫困人口7.7亿人，2018年末减少到1660万人。
在教育事业上，中华人民共和国经过70年的努力，教育面貌发生根本改变。9年义务教育全面普及，高中阶段教育快速普及，高等教育大众化水平进一步提高。2018年九年义务教育巩固率达94.2%，高中阶段毛入学率为88.8%，高等教育毛入学率达48.1%。该国教育规模居世界首位。
英国驻华大使馆在2015年世界人权日（12月10日）发布声明，肯定中华人民共和国在社会和经济领域所取得的人权进步。“英国与中国的代表都参与起草了世界人权宣言，并且两国现在都是联合国人权理事会成员国。”、“中国在社会、经济领域所取得的人权进步值得肯定。单单2014年一年，就有超过1200万人脱贫，而且，中华人民共和国政府一直在努力普及医疗、教育等社会服务。” 中华人民共和国政府认为，该国公民享受着广泛的人权保障，其人权問題大多是由于经济不发达造成的；此外，该国政府坚持致力于提高本国的人权水平，并宣称政府有权利按照自己的特殊情况来建立人权观，对其人权状况恶意批评者是意图利用人权问题为其政治目的服务。
2004年4月17日，中华人民共和国常驻联合国日内瓦办事处和瑞士其他国际组织代表沙祖康表示：“中國今天的人權狀況就比美國的人權狀況要好，中國人口比美國多五倍，如果按照人口比例來講，我們問題至少應該比美國多五倍，那才說明我們人權狀況和美國一樣。但現實是，我們目前人權狀況比美國的好，說明中國人權至少比美國好五倍。”
2009年4月，中华人民共和国政府发布了《国家人权行动计划(2009-2010年)》，明确规定了2009至2010年各部门在促进和保护人权各领域的工作目标和具体措施。这是中华人民共和国首份以人权为主题的国家规划，是全面推进该国人权事业发展的重要政策文件。国务院新闻办公室称，“近年来，从覆盖城乡的社会保障体系到基本医疗卫生服务体系，从9年免费义务教育全面实现到农村地区免费午餐的推行，从公民的有序政治参与到中国特色社会主义法律体系形成，公民的权利保障基础在不断夯实，个体全面发展空间得到不断拓展。预定的各项目标都已如期实现，其中有约35%的约束性指标和50%以上的涉民生指标超额或提前完成。《行动计划》的全面实现，展现了中国政府高度重视和全面促进中国人权事业发展的坚定信心和决心，标志着中国人权事业的发展迈入了一个新阶段”。
2009年7月31日，时任中共中央政治局委员、中共廣東省委書記汪洋在接受美、英、法、德、日、韩、新加坡七國和香港地區媒體聯合採訪时宣称：“中國從來不缺少言論自由。”
2013年7月30日，《人民日报》刊文《中国人权事业，博采众长的实践》，文章指出，“世界上没有一个国家的人权状况是完美的。促进和保护人权的努力只有进行时，没有完成时。中国愿继续在平等和相互尊重的基础上与各国开展人权对话，为促进世界人权事业的发展作出新的贡献。”
在2015年世界人权日当天，中国外交部发言人华春莹对于美国驻华大使、德国驻华使馆关切中华人民共和国人权状况的声明作出回应称：“我注意到一些人总是过分关注中国的个案，却选择性忽视中国13多亿人民的感受和正在享受的自由和进步。这如果不是政治偏见，就是认识论和方法论出现了严重偏差。希望他们不要一叶障目。”
中華人民共和國政府在2015年回应朝鲜核试验时表示：“中国高度重视促进和保护人权，坚持将人权普遍性原则同中国实际相结合，不断推动经济社会发展，促进社会公平正义，推动经济、社会、文化权利和公民、政治权利全面协调发展，走出了一条适合中国国情的人权发展道路，中国人权事业取得的成就举世瞩目”。中华人民共和国政府认为“中国的人权事业正不断取得新的进展。但由于中国发展不充分和发展不平衡，中国大陸的人权状况还存在着一些不如人意的地方。”该国政府還認為，人民幸福生活的權利是最大的人權。
2019年10月，欧盟外交与安全政策高级代表莫盖里尼訪問北京，表示「欧盟承认各国国情不同，在保障和促进人权问题上做法也不同。欧洲国家自身的人权状况也存在问题，欧盟无意在人权问题上作他国的『教师』，愿在相互尊重的基础上同中方开展人权交流与合作，共同推动国际人权事业的发展」期間會晤国务委员兼外交部长王毅，王毅回應表示「一国人权状况好不好，最重要的判断标准是本国人民满意。中国的发展日新月异，中国即将实现全面脱贫目标是五千年中华文明史奇迹，让老百姓过上好日子就是保护和提升人权。」
中国法学会成员、中国人民大学教授王利明认为，《中华人民共和国民法典》的编纂中首创了人格权单列成编的体例，强化了对人权的保护，对中华人民共和国人权的发展意义重大。
新华社在《中国当选联合国人权理事会成员意味着什么？》一文：“何为人权？人权的含义和内容比较广泛，但不管是东方人还是西方人，一个人的最根本的人权就是生存权，也就是吃饱饭的权利，穿暖衣的权利，有房住的权利，总之，就是享有基本生存权的权利。 ”“中华人民共和国政府的人权观是符合中国国情的。”即指出中华人民共和国政府的人权观主要是指人的生存权、经济的发展，人民生活水平的较大改善。复旦大学中国研究院院长张维为論述認為「脫貧就是最大的人權」张维为聲稱「一個人在貧困狀態下空談我有這權利有那權利本質都是一種腦中的空想，沒任何現實意義，所以哪一國底層脫貧工作做得最好就是最有人權，但西方永遠不敢加入這條評量標準，原因眾所周知，另一方面也可以用數字說話現在一亿三千万人次每年出國，滯留海外者十萬人中不到一兩人，請問按西方讲我們是没有人权的国家那這些人為何又買機票自己回來?還不趕快逃走，所以任何事情一用大規模數據來解釋跳脫一些奇怪的個案時，很多人就講不出話。」

### 批評
2007年，美国人权组织自由之家批评中华人民共和国的人权状况為「劣中之劣」。2009年，美国人权观察组织指出该国人权“显著恶化”。
2016年3月，美国驻联合国人权理事会代表基思·哈珀宣读了一份由美国、日本、澳大利亚、英国、德国、荷兰、瑞典、挪威、丹麦、芬兰、爱尔兰和冰岛共计12国的政府代表在联合国人权理事会上发表的联合声明，声明说：“我们对中国无情镇压公民社会以及手段之严厉深表关切，现在已经从压制批评舆论发展到镇压维权人士以及大胆直言的书商和律师，而且还越来越扩展到海外”，“我们在纪念活动人士曹顺利被拘留致死2周年的同时，应该采取联合行动，明确表示，不能袖手旁观，让践踏异议人士的行为继续下去。”
2019年9月，美國國會因應香港爆發反對逃犯條例修訂草案運動，審議並通過《香港人权与民主法案》，宣称香港人權存在問題，需要美國促進改善。
2021年國際人權日當天，欧洲联盟驻华代表团发表声明，批評中国系统性侵犯公民和政治权利，以及在香港實施的《国家安全法》破坏了香港人民的基本权利和自由。